# Gelijkvloerse kruising

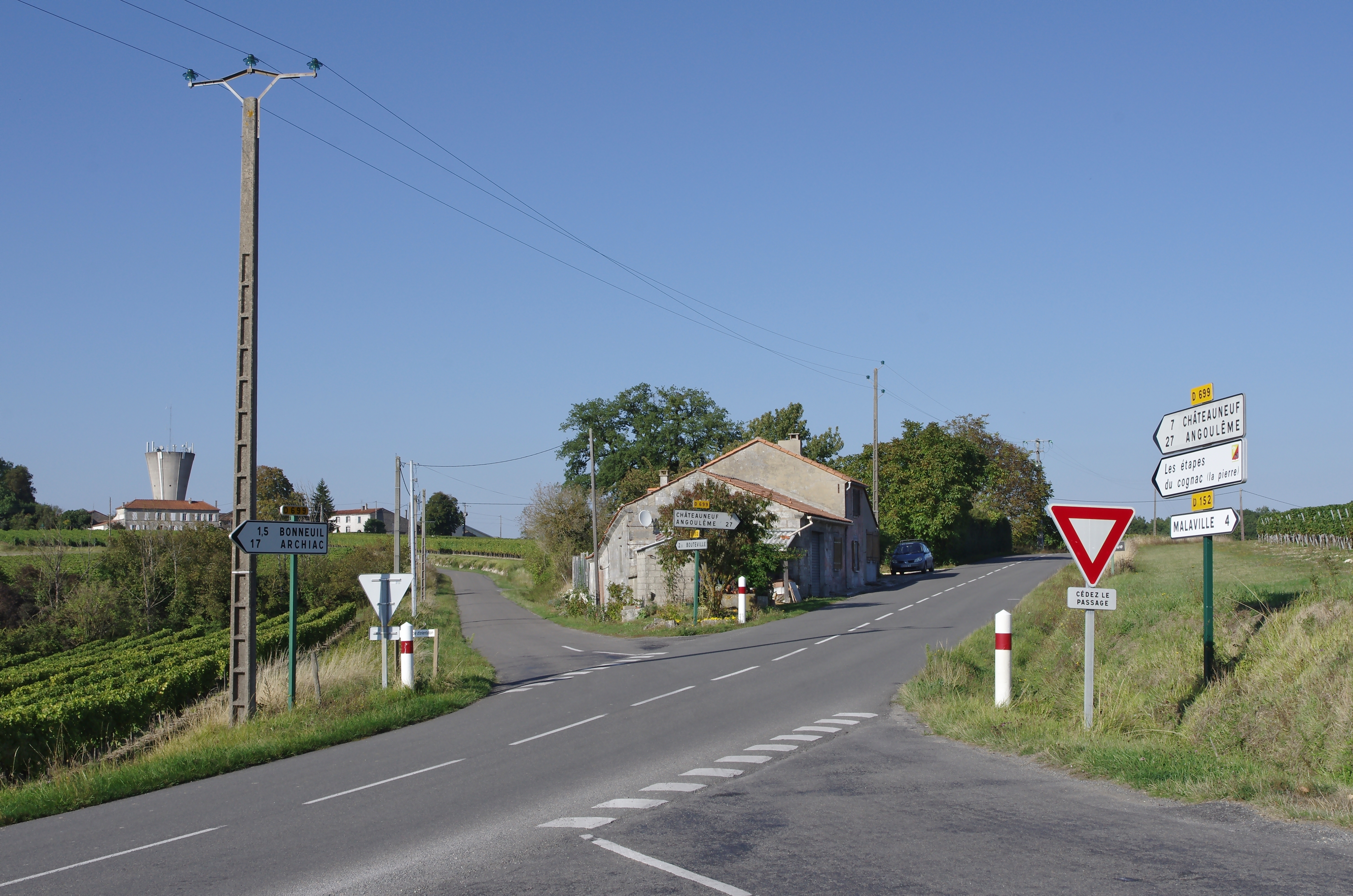
Gelijkvloerse wegkruising in Frankrijk

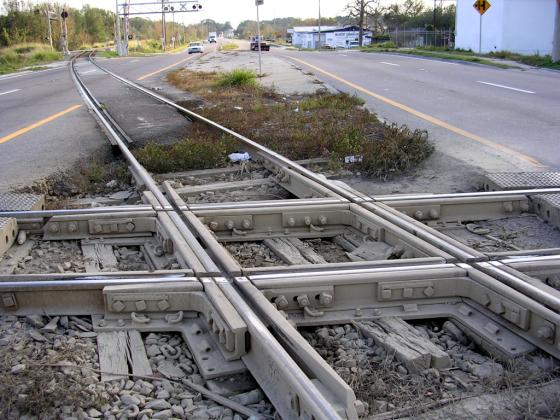
Gelijkvloerse kruising van twee spoorwegen te Mulberry. Florida.

Een gelijkvloerse kruising is een kruising waarbij geen kunstwerken gebruikt zijn om de kruisende vervoersstromen te scheiden. De meeste stedelijke kruisingen zijn gelijkvloers, op autosnelwegen zijn in principe alle kruisingen ongelijkvloers (afgezien van weefvakken). Een kruising van twee waterwegen is vrijwel altijd gelijkvloers, zoals van een kanaal en een rivier. Een aquaduct over een andere vaarweg komt niet vaak voor, maar bestaat wel (onder andere in Duitsland). Overigens komen kruisingen van waterlopen waarover geen vaarverkeer gaat vaker voor, zoals bij sprengen op de Veluwe. Een kruising van een weg met een waterweg is bijna altijd ongelijkvloers (anders zou het een doorwaadbare plaats zijn in een vaarweg voor bootjes met geringe diepgang).
De eenvoudigste gelijkvloerse kruising is die waarbij het niet de bedoeling is, of het zelfs niet mogelijk is, om af te slaan, dat wil zeggen de kruising functioneert niet als knooppunt. Dit is bijna altijd het geval bij een kruising van wegen van verschillend vervoer, zoals een kruising van een weg en een spoorweg (een overweg), of een fietspad en een autoweg of busbaan, en ook bij een simpele gelijkvloerse spoorwegkruising (soms is er overigens wel een verbindingsboog in de buurt). Het komt bij voet- en fietspaden onderling niet voor; bij andere typen wegen (bijvoorbeeld een kruising tussen een autoweg en een landbouwweg) kan het verboden zijn links- en rechtsaf te slaan; er wordt dan gesproken van een steriele kruising. In andere gevallen kan men wel afslaan, en dan spreekt men van een kruispunt.
Een nadeel van gelijkvloerse kruisingen vergeleken met ongelijkvloerse is dat kruisend verkeer elkaar hindert, waardoor verkeer op elkaar moet wachten, en deze kruisingen minder verkeersveilig zijn. Om deze reden mogen gelijkvloerse kruisingen niet voorkomen in stroomwegen en worden nieuw aangelegde kruisingen tussen wegen en spoorwegen vaak ongelijkvloers uitgevoerd.
Een gelijkvloerse kruising moet ook echt gelijkvloers zijn - een gering hoogteverschil is niet mogelijk. Een spoorlijn ligt vaak iets verhoogd op een dijklichaam, en daardoor is het bij een overweg vaak nodig dat de weg op het niveau van de spoorlijn wordt gebracht. Dit kan tot gevolg hebben dat de overweg niet berijdbaar is voor een lange, lage vrachtauto.
Daar staat tegenover dat een auto gemakkelijk weggeduwd kan worden als hij op de overweg stilvalt.

## Bovenleiding
Een gelijkvloerse kruising tussen wegen met bovenleiding kan problematisch zijn. Bij een vrijwel rechthoekige kruising tussen gelijkaardige wegen, zoals bij het (inmiddels opgeheven) spoorwegknooppunt Blauwkapel, waren voorzieningen nodig om te vermijden dat de stroomafnemer aan de draad van het kruisende spoor blijft haken. Een kruising van drie systemen (tram, trein en trolleybus) is vrijwel ondenkbaar, maar van twee systemen komt wel voor, echter niet meer in Nederland.